# التقسيم الاجتماعي للعمل
التقسيم الاجتماعي للعمل، وهو أحد جانبي تقسيم العمل، يُعد الأساس البنيوي الاجتماعي لإنتاج السلع المتخصصة، الذي يُوزّع بين الصناعات والشركات والمهن المختلفة للعمال (ويُعرف أيضًا بالتقسيم الفني للمهام).
قبل ظهور التصنيع المركزي، كان الأفراد يتخصصون في إنتاج منتج واحد ويتبادلون ما يصنعونه مقابل منتجات نهائية يصنعها أفراد آخرون. ويمكن أن تصف هذه العلاقة المهن المتخصصة داخل مجتمع واحد، مثل الخياطين المهرة والحدادين والمزارعين، كما يمكن أن تشير إلى التخصصات القائمة بين مجتمعات مترابطة. فعلى سبيل المثال، قد يتخصص مجتمع في صناعة الملابس لغرض التبادل، بينما ينتج مجتمع آخر الأدوات، ويقوم ثالث بإنتاج الغذاء للغرض نفسه.
يسهم التقسيم الاجتماعي للعمل في زيادة كبيرة في الإنتاجية، لأن الأفراد يركّزون على إنتاج ما يملكون فيه ميزة نسبية، ثم يتبادلون منتجاتهم مع من لا يستطيع إنتاجها بنفس الكفاءة. كما يؤدي هذا التقسيم إلى نشوء الأسواق التجارية وتحديد الأسعار، التي تعتمد جزئيًا على مقارنة التكاليف والوقت اللازم لإنتاج كل منتج.
يمكن أن تكون هذه العلاقة مفيدة من الناحيتين الاجتماعية والاقتصادية، إلا أن الإفراط في التخصص قد يؤدي إلى عيوب كبيرة. أولًا، إذا تخصص مجتمع ما بشكل مفرط في إنتاج سلعة معينة، فقد يصبح معتمدًا اعتمادًا كليًا على نجاح تلك السلعة، مما يؤدي إلى كارثة اقتصادية في حال تم الاستغناء عنها أو انقرضت. فعلى سبيل المثال، إذا انقرضت فاكهة الموز أو كانت ظروف نموها سيئة في الإكوادور، فإن الاقتصاد هناك سيتأثر سلبًا، مما ينعكس على المجتمع بأكمله.
أما العيب الثاني، فينشأ عندما تعتمد جميع المجتمعات على منتج يتم تطويره من قبل مجتمع واحد فقط، إذ يمنح ذلك المجتمع احتكارًا على المنتج، ما يمكنه من تقييد الإنتاج لصالح مصالحه الخاصة.
ويتمثل العيب الثالث في أن العمال الأفراد، الذين أصبحوا متخصصين في مهارات مهنية معينة، قد يصبحون عرضة لإعادة الهيكلة الاقتصادية. وقد تُحفَّز هذه التحولات بسبب "دورات المنتج" المتقلبة أو تطور صناعات جديدة، حيث تختلف تمثيلاتهم في النقابات العمالية عن تلك الخاصة بالقطاعات القديمة التي تم الاستغناء عنها أو أتمتتها (مثل الخدمات المالية مقابل النسيج اليدوي).
يرى الماركسيون أن الرأسمالية، وكذا أنماط الإنتاج عمومًا، تتغير من خلال الثورات في وسائل الإنتاج، مما يؤدي إلى نشوء فئات من العمال العاطلين عن العمل الذين يتمتعون بتخصص مفرط في مهن دقيقة. ونتيجة لذلك، يعجز هؤلاء عن العودة إلى سوق العمل، خاصة في ظل تصاعد معدلات البطالة. وتُعزى هذه الظاهرة إلى الطبيعة الديناميكية للتحول التكنولوجي والإنتاجي في الاقتصاد الرأسمالي، الذي يُعيد تشكيل هيكل الطلب على المهارات بصورة مستمرة.

## روابط خارجية
- هاري برافيرمان والطبقة العاملة من جامعة روجر ستيت